# Лариса Олександрівна Мельник
Лариса Олександрівна Мельник (до шлюбу Зубкова) – українська провідна фахівчиня в галузі бібліотечної справи, завідувачка інформаційно-бібліографічного відділу Наукової бібліотеки ДВНЗ «Ужгородський національний університет».

## Життєпис
Народилася 22 червня 1952 року в смт Великий Березний Закарпатської області.
З 1973 до 1978 року навчалася на філологічному факультеті Ужгородського державного університету.
З 1979 –  бібліограф Наукової бібліотеки Ужгородського державного університету.
З 1980 – старший бібліограф Наукової бібліотеки Ужгородського державного університету.
З 1982 року обіймає посаду головного бібліографа Наукової бібліотеки Ужгородського державного університету.
З 1985 –  завідувачка довідково-бібліографічного відділу Наукової бібліотеки Ужгородського державного університету [Архівовано 20 червня 2022 у Wayback Machine.].

## Наукова діяльність
Коло наукових зацікавлень: бібліографознавство, бібліотекознавство, книгознавство. 

## Доробок
- Наукова бібліотека Ужгородського національного університету: від джерел до сучасності : колект. монографія / редкол. : М. М. Медведь (голова редкол.), О. В. Бряник, В. В. Воробець, Л. О. Мельник ; М-во освіти і науки України, ДВНЗ “Ужгор. нац. ун-т”, Наук. б-ка. – Ужгород : Видавництво Олександри Гаркуші, 2021. – 572 с. : іл.  URL: https://dspace.uzhnu.edu.ua/jspui/handle/lib/38120 [Архівовано 8 червня 2022 у Wayback Machine.]
- Покликання : біобібліогр. покажч. : до 90-річчя від дня народження Павла Павловича Чучки / уклад. : Л. О. Мельник, Н. С. Лехман, О. В. Бряник ; передм. С. М. Пахомової ; відп. за вип. М. М. Медведь ; М-во освіти і науки України, ДВНЗ “Ужгор. нац. ун-т”, Філол. ф-т, Каф. словац. філол., Наук. б-ка. – Ужгород : Вид-во Олександри Гаркуші, 2018. – 224 с. : іл. URL: https://dspace.uzhnu.edu.ua/jspui/handle/lib/23091 [Архівовано 8 червня 2022 у Wayback Machine.]
- Іван Сенько : біобібліогр. покажч. : до 80-річчя від дня народження / уклад. : О. В. Бряник, Н. С. Лехман, Л. О. Мельник ; передм. : Н. П. Бедзір, М. І. Демчик ; відп за вип. М. М. Медведь ; М-во освіти і науки України, ДВНЗ “Ужгор. нац. ун-т”, Філол. ф-т, Каф. слов’ян. філол. та світової літ., Наук. б-ка. – Ужгород : Вид-во Олександри Гаркуші, 2017. – 196 с. : іл. URL: https://dspace.uzhnu.edu.ua/jspui/handle/lib/23055
- Основні праці науковців Ужгородського національного університету (1991–2015) / уклад. : О. В. Бряник, Н. С. Лехман, Л. О. Мельник, О. В. Хаван, О. З. Цуняк ; уклад. розд. “Дисертації” : Н. Я. Данилець, М. І. Чорній ; передм. В. І. Смоланки ; відп. за вип. М. М. Медведь ; М-во освіти і науки України, ДВНЗ “Ужгор. нац. ун-т”, Наук. б-ка. – Ужгород : Вид-во Олександри Гаркуші, 2016. − 696 с. URL: https://dspace.uzhnu.edu.ua/jspui/handle/lib/23092 [Архівовано 8 червня 2022 у Wayback Machine.]
- Олена Закривидорога – книгознавець, бібліограф, педагог : зб. матеріалів, присвяч. 90-річчю від дня народження / уклад. : В. В. Воробець, Л. О. Мельник, С. П. Слєпньова ; відп. за вип. М. М. Медведь ; М-во освіти і науки України, ДВНЗ “Ужгородський національний університет”, Наук. б-ка УжНУ. – Ужгород : Вид-во Олександри Гаркуші, 2014. – 180 с. : іл. URL: https://dspace.uzhnu.edu.ua/jspui/handle/lib/23094 [Архівовано 8 червня 2022 у Wayback Machine.]
- Мельник Л. Адальберт Ерделі : альбом / Лариса Мельник // Вісник Львівського університету. Серія книгознавство, бібліотекознавство та інформаційні технології. 2008. Вип. 3. – С. 330–333. – Рец. на кн. : Адальберт Ерделі : альбом / авт.-упоряд. А. М. Ковач. – Ужгород : Вид-во Олександри Гаркуші, 2007. – 380 с. : іл. URL: https://dspace.uzhnu.edu.ua/jspui/handle/lib/38694 [Архівовано 8 червня 2022 у Wayback Machine.]
- Володимир Фединишинець : біобібліогр. покажч. / уклад. : Л. О. Мельник, Н. С. Лехман, О. В. Бряник ; вступ. ст. О. С. Ігнатович ; М-во освіти і науки України, ДВНЗ “Ужгородський національний університет”, Наук. б-ка УжНУ. – Ужгород : Вид-во Олександри Гаркуші, 2013. – 240 с. : іл. URL: https://dspace.uzhnu.edu.ua/jspui/handle/lib/23095 [Архівовано 8 червня 2022 у Wayback Machine.]
- Василь Степанович Шевера (1932–2002) ; за ред. Л. Л. Шимона / бібліографію В. С. Шевери підготували : О. Закривидорога, Л. Мельник ; Ужгор. нац. ун-т, Фіз. ф-т, Наук. б-ка. – Ужгород : Вид-во УжНУ “Говерла”, 2008. – 110 с. – Бібліогр.: с. 65–87. https://dspace.uzhnu.edu.ua/jspui/handle/lib/41875
- Віталій Ніколайчук : біобібліогр. покажч. / уклад. : Л. О. Мельник, О. Г. Люта, Т. В. Туренко ; наук. ред. В. Ю. Мандрик ; М-во освіти і науки України, Ужгор. нац. ун-т, Біол. ф-т, Наук. б-ка УжНУ. – 2-е вид., доповн. і переробл. ؘ– Ужгород : Вид-во Олександри Гаркуші, 2006. – 135 с. : іл. – (Серія “Вчені Ужгородського національного університету”). https://dspace.uzhnu.edu.ua/jspui/handle/lib/41869 [Архівовано 13 червня 2022 у Wayback Machine.]
- Наукові записки Ужгородського державного університету : бібліогр. покажч. змісту (1947–1963 рр.) / уклад. : Л. О. Мельник, Т. В. Туренко ; відп. за вип. О. І. Почекутова ; М-во освіти і науки України, Ужгор. нац. ун-т, Наук. б-ка. – Ужгород : Вид-во Ужгор. нац. ун-ту, 2005. – 86 с.
- Наукова бібліотека Ужгородського національного університету : довідник / уклад. : Л. О. Мельник, О. І. Почекутова, Т. В. Туренко ; худож. оформ. О. Є. Гаркуша ; відп. за вип. О. І. Почекутова ; М-во освіти і науки України, Ужгор. нац. ун-т. – Ужгород : Вид-во Олександри Гаркуші, 2005. – 64 с. : іл. – (Наук. б-ці УжНУ – 60). https://dspace.uzhnu.edu.ua/jspui/handle/lib/41873 [Архівовано 13 червня 2022 у Wayback Machine.]
- Людвіг Філіп : біобібліогр. покажч. / уклад. Л. О. Мельник ; наук. ред. П. М. Федака ; відп. за вип. В. С. Шеба ; післямова П. М. Федаки “Учений, краєзнавець, громадський і культурний діяч” (с. 58–61) ; Закарпат. краєзнав. музей, Мукачів. греко-катол. єпархія, Наук. б-ка Ужгор. нац. ун-ту. – Ужгород : [ТОВ “ВЕТА-Закарпаття”], 2004. – 88 с. : іл. https://dspace.uzhnu.edu.ua/jspui/handle/lib/41877 [Архівовано 13 червня 2022 у Wayback Machine.]
- Бібліограф Оксана Люта: Біобібліографічний покажчик: Уклад. Л. О. Мельник, Т. В. Туренко, Л. 0. Смочко / Заг. ред.: Л. О. Смочко. – Ужгород : Видавництво "Мистецька лінія", 2002. – 72 с.; іл. https://dspace.uzhnu.edu.ua/jspui/handle/lib/42503
- Чумацький шлях. Професор Василь Чумак : бібліогр. покажч. / уклад. : Оксана Люта, Лариса Мельник ; наук. ред. Юрій Балега  ; інтерв’ю Юрія Туряниці “Чумацький шлях” (с. 6–15) ; М-во освіти і науки України, Ужгор. держ. ун-т, Каф. укр. літ., Наук. б-ка Ужгор. держ. ун-ту. – Ужгород : Мистецька лінія, 2000. – 68 с. : іл. – (Серія “Вчені Ужгородського державного університету”). https://dspace.uzhnu.edu.ua/jspui/handle/lib/41874 [Архівовано 13 червня 2022 у Wayback Machine.]
- Федір Куля : біобібліогр. покажч. / уклад. Лариса Мельник ; відп. ред. Богдан Бендзар ; М-во освіти України, Ужгор. держ. ун-т, Ф-т романо-герман. філол., Наук. б-ка Ужгор. держ. ун-ту. – Ужгород : Мистецька лінія, 2000. – 48 с. – (Серія “Вчені Ужгородського державного університету”). https://dspace.uzhnu.edu.ua/jspui/handle/lib/41907 [Архівовано 13 червня 2022 у Wayback Machine.]
- Професор Василь Комендар : біобібліогр. покажч. / уклад. : О. Д. Закривидорога, О. Г. Люта, Л. О. Мельник, Т. В. Туренко ; наук. ред. Ю. Ю. Петрус ; бібліогр. ред. Л. О. Мельник ; передм. К. М. Ситника “Видатний учений, чудовий професор, прекрасна людина, мій друг і колега Василь Іванович Комендар” (с. 5–10) ; відп. за вип. О. І. Почекутова ; М-во освіти України, Ужгор. держ. ун-т, Біол. ф-т, Каф. ботаніки, Наук. б-ка Ужгор. держ. ун-ту. – Ужгород : Патент, 1999. – 192 с. – (Серія “Вчені Ужгородського державного університету”). https://dspace.uzhnu.edu.ua/jspui/handle/lib/41868 [Архівовано 13 червня 2022 у Wayback Machine.]
- Скарбниця духовності : Науковій бібліотеці Ужгородського державного університету – 50 років : матеріали наук.-практ. конф., присвяч. 50-річчю Наук. б-ки Ужгор. держ. ун-ту (17–18 жовт. 1995 р.) : доповіді, повідомлення, спогади / редкол. : В. С. Поп (голова, відп. ред.), О. І. Почекутова, О. Д. Закривидорога, Л. О. Мельник ; відп. за вип. О. І. Почекутова ; М-во освіти України, Ужгор. держ. ун-т, Наук. б-ка Ужгор. держ. ун-ту. Ужгород : Патент, 1997. – 327 с. : іл. https://dspace.uzhnu.edu.ua/jspui/handle/lib/41773
- Олександр Духнович (1803–1865) : бібліогр. покажч. / уклад. : О. Д. Закривидорога, Г. К. Ковальчук, В. В. Коллар, О. Г. Люта, Л. О. Мельник, М. Ю. Рущак, Т. В. Туренко ; вступ. ст. : В. С. Поп “Син народу” (с. 5–13) ; М-во освіти України, Закарпат. обл. рада нар. Депутатів, Ужгор. держ. ун-т, Наук. б-ка Ужгор. держ. ун-ту, Закарпат. обл. універс. наук. б-ка. – Ужгород : [ВВК “Патент”], 1995. – 282 с. https://dspace.uzhnu.edu.ua/jspui/handle/lib/41908 [Архівовано 13 червня 2022 у Wayback Machine.]
- Професор Штернберг Яків Ісакович : бібліогр. покажч. (до 70-річчя від дня народж.) / уклад. : О. Д. Закривидорога, І. О. Мандрик, Л. О. Мельник, М. В. Троян, К. К. Шовш ; вступ. ст. : І. О. Мандрик та  К. К. Шовш (с. 3–6) ; М-во освіти України, Ужгор. держ. ун-т, Наук. б-ка УжДУ ; бібліогр. ред. : О. Д. Закривидорога, Л. О. Мельник ; наук. ред. та пер. з угор. на укр. мову К. К. Шовш ; відп. за вип. О. І. Почекутова. – Ужгород [ВВК “Патент”], 1994. – 90 с. – (Сер. “Вчені Ужгородського державного університету”). – Текст парал. укр. та угор. мовами. https://dspace.uzhnu.edu.ua/jspui/handle/lib/41896 [Архівовано 13 червня 2022 у Wayback Machine.]
- Основні друковані праці викладачів та співробітників Ужгородського державного університету (1946–1990 рр.) : бібліогр. покажч. / уклад. : О. Д. Закривидорога, Є. Ш. Калочай, Ю. В. Костю, Л. О. Мельник ; передм., підгот. довід. апарату О. Д. Закривидорога ; ред. : М. І. Зимомря, Л. О. Мельник, Я. І. Штернберг ; відп. за вип. : І. І. Берцик, О. І. Почекутова ; Держ. ком. СРСР по нар. освіті, М-во вищ. і серед. спец. освіти УРСР, Ужгор. держ. ун-т, Наук. б-ка УжДУ, Закарпат. т-во “Знання”. – Ужгород, 1991. – 284 с. https://dspace.uzhnu.edu.ua/jspui/handle/lib/41774 [Архівовано 13 червня 2022 у Wayback Machine.]
- Хунгарология в Ужгородском государственном университете : библиогр. указ. / сост. : Е. Д. Закривидорога, Ю. В. Костю, О. Г. Люта, Л. А. Мельник, Т. В. Туренко, К. К. Шовш ; ред. : П. Н. Лизанец, Л. А. Мельник, Я. И. Штернберг ; отв. за вып. Е. И. Почекутова / Гос. ком. СССР по нар. образованию, МВ и ССО УССР, Ужгор. гос. ун-т, Сов. центр хунгарологии, Науч. б-ка УжГУ. – Ужгород : Рад. Закарпаття, 1990. – 166 с. – (Бібліогр. праць подається за персоналіями). – Укр., рос. і угор. мовами. https://dspace.uzhnu.edu.ua/jspui/handle/lib/41896 [Архівовано 13 червня 2022 у Wayback Machine.]
- Юрій Іванович Венелін-Гуца (1802–1839) : бібліогр. покажч. / уклад. : О. Д. Закривидорога, М.-І. Г. Люта, Л. О. Мельник, Т. В. Туренко ; вступ. ст. І. М. Гранчака, М. І. Зимомрі “Ю. І. Гуца-Венелін і сучасність” (с. 4–7) ; відп. ред. Я. І. Штернберг, Л. О. Мельник ; відп. за вип. О. І. Почекутова. ; М-во вищ. і серед. спец. освіти і УРСР, Наук. б-ка Ужгор. держ. ун-ту, Довід.-бібліогр. від. – Ужгород, 1989. – 85 с. : іл. https://dspace.uzhnu.edu.ua/jspui/handle/lib/41878 [Архівовано 13 червня 2022 у Wayback Machine.]